# يوم الكلاب الثاني
يوم الكلاب الثاني هو أحد أكبر وأشهر أيام العرب لبني سعد من بني تميم على الحلف اليماني المكون من خمسة قبائل قحطانية يمانية كبرى مذحج، همدان، كندة، قضاعة وحمير. وقد برز في هذا اليوم قيس بن عاصم المنقري الذي صارت إليه الرئاسة و الزعامة في تميم

## بداية التجهيز
قال أبو عُبيدة: فذكر أنه اجتمع من مذحج ولفها اثنا عشر ألفا ولم يعلم في الجاهلية جيش مثله بالإضافة لجيس كسرى في ذي قار وحشد لقيط بن زرارة في شعب جبلة، وكان رئيس مذحج عبد يغوث بن صلاءة المذحجي ورئيس همدان يقال له مُسرح الهمداني، ورئيس كندة البراء بن قيس الكندي، وحامل لوائهم ورئيس قضاعة وحمير هو وعلة بن عبد الله الجرمي القضاعي الحميري، فأقبلوا إلى بني تميم في جيش بلغ تعداده 12.000 ألف مقاتل.

### تجهّز تميم
فبلغ ذلك سعدًا والرباب وهما إحدى بطون تميم الرئيسية ولم تشارك بقية بطون بني تميم مثل حنظلة وعمرو في المعركة، فانطلق ناس من أشرافهم إلى أكثم بن صيفي التميمي، وهو قاضي العرب يومئذ، فاستشاروه، فقال لهم: «أقلوا الخلاف على أمرائكم، واعلموا أن كثرة الصياح من الفشل، والمرء يعجز لا محالة. يا قوم تثبتوا فإن أحزم الفريقين الركين، ورب عجلة تهبُ ريثا، واتزروا للحرب، وادرعوا الليل فإنه أخفى للويل، ولا جماعة لمن اختلف». فإجتمعت تميم وولت قياتهم لقيس بن عاصم التميمي سيد أهل الوبر.

## اليوم الأول للحرب
كان التحالف اليماني مكوناً من خمس قبائل قحطانية، وعلى كل قبيلة قائد؛ أما بالنسبة للجيش التميمي كان تحت قيادة وقيس بن عاصم المنقري التميمي من بني سعد ويلاحظ أن التنظيم العسكري مختلف في الفريقين، ولا يشير إلى وجود توازن بين القوتين، ولكن تميم قاتلت وبعد التحام الجيشين بدأ الضعف في أجنحة جيش التحالف اليماني، باستثناء الجناح الذي كان يقوده عبد يغوث بن صلاءة الحارثي المذحجي حيث تمكن من الدفاع عن جنده بمكانته كفارس معروف ومرهوب الجانب، وبتشجيعه المستمر لجنوده على الصمود وأستمر القتال والكر والفر حتى اقتراب ظلام اليوم الأول وافترق الفريقان.

## اليوم الثاني للحرب
عند بزوغ صباح اليوم الثاني أشتد حمى وطيس المعركة عمّا كان عليه في اليوم الأول، وبعد التحام الفريقين أخذ كل فريق ينتخي بذويه، فسمع وعلة الجرمي حامل راية التحالف اليماني، انتخاء التميميين بمقاعس إحدى قبائل تميم، فتشاءم كما يروى، وطرح الراية، وفر هارباً وهو يقول:
فنادى قيس بن عاصم : يال سعد، ونادى عبد يغوث: يال سعد. قيس بن عاصم يدعو سعد بن زيد مناة بن تميم، وعبد يغوث يدعو سعد العشيرة. فلما سمع ذلك قيس نادى: يال كعب، فنادى عبد يغوث: يال كعب. قيس يدعو كعب بن سعد، وعبد يغوث يدعو كعب بن عمرو. فلما رأى ذلك قيس من صنيع عبد يغوث، قال: ما لهم أخزاهم الله ما ندعو بشعار إلا دعوا بمثله، وحملت عليهم بنو سعد والرباب، فهزموهم أفظع هزيمة، وأخذ القحطانيون با الفرار والهرب بعضهم على الخيل والقسم الأخر على أقدامهم وجعل قيس بن عاصم ينادي: يال تميم: لا تقتلوا إلا فارساً، فإن الرجالة لكم وجعل يأخذ الأسارى، فإذا أخذ أسيراً قال له: ممن أنت؟ فيقول: من بني زعبل، وهو زعبل بن كعب، أخو الحارث بن كعب، وهم أنذال، فكأن الأسارى يريدون بذلك رخص الفداء، فجعل قيس إذا أخذ أسيراً منهم، دفعه إلى من يليه من بني تميم، ويقول: أمسك حتى أصطاد لك زعبلة أخرى، فذهبت مثلاً. فما زالوا في آثارهم يقتلون ويأسرون، حتى أسر عبد يغوث قائد القحطانيون، أسره فتى من بني عمير بن عبد شمس من تميم. وقتل يومئذٍ علقمة بن سباع القريعي، فارس هبود، وهبود فرس عمرون الجعيد المرادي المذحجي، أما رئيس كندة البراء بن قيس الكندي فقد استطاع الهرب والنجاة وهو يقول ويحذر من بني تميم وشدة بأسهم:
أما وعلة الجرمي القضاعي صاحب اللواء فأخذ يقول ويحذر القحطانيون و بكر بن وائل من بني تميم ويأمرهم بمصالحتهم وهو يقول:
ولحق أحد بني سعد من تميم بوعلة الجرمي وعقر بطنه وقتله، وقتل تيم بن أوبرالحارثي، وآخر من بني الحارث يقال له معاوية، قتلهما النعمان بن جساس التميمي، وقتل يومئذٍ من أشرافهم خمسة، وقتلت بنو ضبة ضمرة بن لبيد الحماسي الكاهن، قتله قبيصة بن ضرار الضبي التميمي، وأما عبديغوث المذحجي القائد الأكبر للحلف اليماني فقد أسره فتى أهوج وهو من بني عبشمس من تميم وأنطلق به العبشمي إلى أهله، فقالت له أمه الفتى ورأت عبد يغوث عظيماً جميلاً جسيماً: من أنت؟ قال: أنا سيد القوم. فضحكت، وقالت: قبحك الله من سيد قوم حين أسرك هذا الأهوج فقال عبد يغوث:
ثم قال لها: أيتها الحرة، هل لك إلى خير؟ قالت: وما ذاك؟ قال: أعطي ابنك مئة من الإبل وينطلق بي إلى الأهتم التميمي، فإني أتخوف أن تنتزعني سعد والرباب منه، فضمن له مئة من الإبل، وأرسل إلى بني الحارث، فوجهوا بها إليه، فقبضها العبشمي، فانطلق به إلى الأهتم وكان أحد سادات تميم، فمشت سعد والرباب فيه. فقالت الرباب: يا بني سعد، قتل فارسنا ولم يقتل لكم فارس مذكور، فدفعه الأهتم إليهم، فأخذه عصمة بن أبير التيمي الربابي التميمي، فانطلق به إلى منزله، فقال عبد يغوث: يا بني تيم، اقتلوني قتلة كريمة. فقال له عصمة: وما تلك القتلة؟ قال: اسقوني الخمر، ودعوني أنح على نفسي، فقال له عصمة: نعم. فسقاه الخمر، ثم قطع له عرقاً يقال له الأكحل، وتركه ينزف، ومضى عنه عصمة، وترك مع ابنين له، فقالا: جمعت أهل اليمن وجئت لتصطلمنا، فكيف رأيت الله صنع بك؟ فقال عبد يغوث يهجو قومه ويندب نفسه:
وهنا يقول: إن قومه هربوا فجازهم الله عار وأنه كان يستطيع الهرب ولاكنه لم يهرب وأخذ يدافع عن قومه حتى أسر وهلك ثم صلب في ديار تميم، وقتل من الحلف اليماني مذحج وهمدان وكندة وقضاعة وحمير خلق كثير وأسر كثير منهم وكان هاذ اليوم من أكبر وأشد أيام العرب في الجاهلية وهو مفخرة كبيرة لقبائل بني تميم التي أستطاعة صد الحلف اليماني المكون من خمسة قبائل قحطانية كبرى.

## افتخاربني تميمبالنصر الكبير
قال محرز بن مكعبر الضبي التميمي
وقال أوس بن مغراء القريعي التميمي: